# Brompton
Pour les articles homonymes, voir Brompton (homonymie).
Brompton est un district de Londres situé dans le borough royal de Kensington et Chelsea.